# Cmot VIIIc
A MÁV Cmot 07701—07713 psz. csoportú, MÁV VIIIc jellegű, 2 A tengelyelrendezésű, Stoltz-rendszerű gőzmotorkocsija. Gyártotta: Magyar Waggon és Gépgyár (MWG), Győr, 1905-ben.

## Történere
A Ganz mellett a győri Magyar Waggon és Gépgyár is épített gőzmotorkocsikat, ám a gyár elkövette azt a hibát, hogy nem tartotta magát az építés során a MÁV előírásaihoz, így az elkészült kocsikat a MÁV nem vette át. Mivel minden értékesítési kísérlet kudarcot vallott, végül az öt motorkocsit mellékkocsikká építették át, és így értékesítették a MÁV-nak.
A meghiúsult szerződés szerinti öt motorkocsi helyett végül 80 LE gépezettel a Kecskemét-Lajosmizse-Kerekegyháza HÉV részére épült 6 db MÁV VIIIc jellegű (MÁV 82803/904 jellegrajz) motorkocsi. A kocsit eredetileg kéttengelyesre tervezték, ám a 9 t maximális tengelynyomás nem volt tartható, ezért egy harmadik futótengelyt is elhelyeztek a 6 m tengelytáv felezővonalában úgy, hogy oldalirányba elmozdulhatott, biztosítva ezzel a megfelelő kanyarfutást. Szintén a kedvezőbb tengelynyomás elérése érdekében a gőzfejlesztőt nem a hajtott, hanem az első futó kerékpárra helyezték el. A járművek a Cmot 07701-07706 pályaszámokat kapták. Időközben egy további motorkocsit is rendelt a MÁV, amely a Cmot 07707 pályaszámot kapta. Az 1905 december 15-én átadott motorkocsikat előbb Nyugati pályaudvaron, 1909-től Kecskeméten honosították. A MÁV még további 6 db-ot vásárolt a motorkocsitípusból Cmot 07708-07713 pályaszámokon.
A kocsik „3 tengellyel, 80 effektiv lóerő kifejtésére képes kikapcsolható gépészeti berendezéssel, Stoltz rendszerű gőzfejlesztővel, 40 III. osztályú ülőhellyel, vízzel öblíthető árnyék-székkel, tökéletesen kiegyensúlyozott külön felhúzható abronccsal bíró erősített aczélöntésű kerekekkel, AS jelű rugó aczélból készült lemezes rugókkal, 8 tuskós kézi és Böcker típusú légfékkel, szabványos vonó- és ütköző készülékkel, elöl és hátul sinkotrókkal , homokszóró-val, jelzőharanggal és gőzsíppal, villamos kalauzcsengővel, szabványos jelző-lámpatartókkal, mindkét homlokfalon reflektor lámpatartóval, belülről kezelhető lámpákkal bíró acetylén gázvuilágítássalés teljes gőzfűtő berendezéssel valamint Torpedó szellőzőkkel” voltak ellátva.
A motorkocsikat a gyár 1908 végén adta át a MÁV-nak. Négy motorkocsi az esztergomi, kettő az ózdi fűtőházba lett beosztva.
A motorkocsik üzembiztonsága nem volt kielégítő, valamint igen magas volt a kenőanyagfogyasztásuk is, ezért a MÁV már 1912 elején kéttengelyes mellékkocsikká építette át.